# Mustafa Alin
Mustafa Alin  (* 5. Oktober 1977 in Emmerich am Rhein) ist ein deutscher Schauspieler. 
Er ist kurdischer Abstammung und gehört zur religiösen Minderheit der Jesiden. Von 2006 bis 2009 besuchte er die Filmschauspielschule Berlin. Einem breiten Publikum wurde er durch seine Rolle als Mesut Yildiz in der Fernsehserie Gute Zeiten, schlechte Zeiten bekannt, die er von 2011 bis 2017 spielte. Weitere Rollen hatte er unter anderem bei Aktenzeichen XY, in einem Teil der Krimireihe Im Angesicht des Verbrechens sowie in der Folge Magische Wahrheit der Fernsehserie Notruf Hafenkante.
Am 2. April 2017 trat Alin in der VOX-Sendung Grill den Henssler auf.
Im Jahr 2020 wurde Alin als Verbreiter von Verschwörungsmythen zur COVID-19-Pandemie wahrgenommen und kritisiert. Ende November 2020 schlich er sich mit einer vorgetäuschten Verletzung in die Paracelsus-Klinik in Langenhagen bei Hannover ein, um dort heimlich zu filmen und angebliche Corona-Lügen aufzudecken.
2020 eröffnete er den Dönerladen "Que Baba" in Wunstorf bei Hannover, zuvor hatte er eine Shisha-Bar in Hannover-Linden. Bei einer Kontrolle der Finanzkontrolle Schwarzarbeit der Bundeszollverwaltung soll er die Beamten beleidigt haben. Ende 2020 betrat er einen Heimwerkermarkt ohne Maske, wurde aus dem Geschäft verwiesen, drohte dem Marktleiter, filmte die Auseinandersetzung und veröffentlichte das Video im Internet. Wegen eines Verstoßes gegen das Kunsturhebergesetz wurde er angeklagt, erschien nicht vor Gericht und musste deshalb in Ordnungshaft. Im Oktober 2021 wurde er zu einer Geldstrafe von 10.800 € verurteilt.
Im März 2021 hat er seinen Dönerladen wieder verkauft.